# Ann Morgan Guilbert
Pour les articles homonymes, voir Guilbert et Anne Morgan.
Ann Morgan Guilbert est une actrice américaine née le 16 octobre 1928 à Minneapolis (Minnesota) et morte le 14 juin 2016 à Los Angeles (Californie).

## Biographie
Ann Morgan Guilbert est la fille unique de Gerald Didra Guilbert (1896 - 1957) et de Cornelia Morgan Guilbert (1890 - 1971).
Ann Morgan Guilbert était connue aux États-Unis pour avoir joué le rôle de Millie dans le Dick Van Dyke Show. Elle jouait notamment le rôle de Grand-Mère Yetta dans la série télévisée Une nounou d'enfer.

## Décès
Elle est emportée par un cancer le 14 juin 2016. Elle avait 87 ans.
Ann Morgan Guilbert repose au Brown Cemetery dans la ville de Henderson au Minnesota.

## Filmographie

### Cinéma
- 1963 : Les Pieds dans le plat (The Man from the Diner's Club) : Ella Trask
- 1995 : Les Grincheux 2 : Mama Francesca Ragetti
- 2010 : La Beauté du geste : Andra

### Télévision

#### Séries télévisées
- 1961-1965 : The Dick Van Dyke Show : Millie Helper
- 1971 : The New Andy Griffith Show : Nora  (saison 1)
- 1990 : Arabesque : Harriet De Vol (saison 6 - épisode 17)
- 1991 et 1995 : Seinfeld : Evelyn  (saison 3 - épisode 3 : saison 7 - épisodes 14-15)
- 1992-1994 : Un drôle de shérif ou (High Secret City : La ville du grand secret) : Myriam Wambaugh  (saison 1 - épisodes 9-14-19 : saison 2 - épisode 1 : saison 3 - épisode 7)
- 1992 : Papa bricole : mère de Wilson  (saison 2 - épisode 3)
- 1993-1999 : Une nounou d'enfer : Yetta Rosenberg
- 2004 The Nanny Réunion : A Nosh to Remember
- 2005 : Larry et son nombril : Lenore  (saison 5 - épisode 4)
- 2007 : New York, unité spéciale : l'employée du Prince de l'église de la paix  (saison 9 - épisode 1)
- 2013 : Modern Family : la grand mère de Cam  (saison 5 - episode 8)